# Audi
Audi es una empresa multinacional fabricante de automóviles de gama alta de lujo y deportivos. Su sede central se encuentra en Ingolstadt, Baviera, Alemania. Desde 1965 forma parte del Grupo Volkswagen.

## Historia

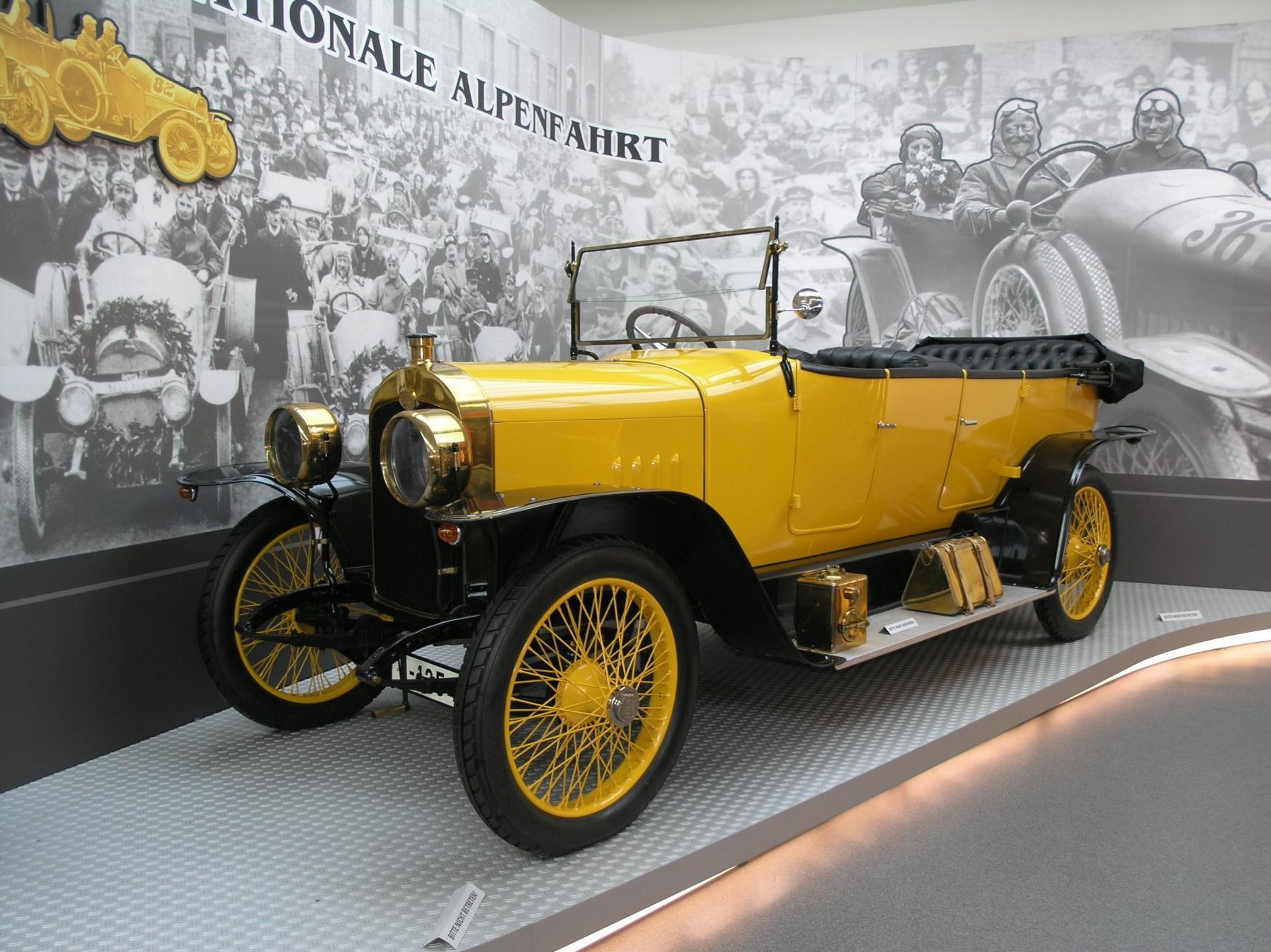
Audi C de 1913 en el Museo August Horch en Zwickau, Alemania

August Horch (1868-1951), uno de los pioneros de la industria automotriz alemana, fundó en Colonia (Alemania) la empresa de autos Horch en 1899, cuyo primer automóvil comenzó a circular por vías públicas en 1901. Después de algunas dificultades financieras y desavenencias internas, decidió abandonar la compañía para crear una nueva fábrica de automóviles. Así nació la empresa automovilística llamada «August Horch & Cie. Motorwagenwerke AG» en Zwickau, el 16 de julio de 1909. Como Horch perdió la disputa legal por el nombre de la compañía, que ya estaba registrado anteriormente, por lo que no pudo volver a utilizar su apellido y escogió el nombre «Audi» debido a la sugerencia del hijo de uno de los directivos, que es la traducción al latín del vocablo alemán «horch», que en español significa «oye» o «escucha». Por ello, meses después de su fundación cambió el nombre de la compañía a «Audi Automobilwerke».

### Época de Auto Union
En 1932, ambas compañías de Audi y Horch, junto con DKW (fundada en 1907) y Wanderer (fundada en 1896) se fusionaron para formar Auto Union AG y poder hacer frente a las dificultades derivadas de la Gran Depresión de 1929, que afectaba principalmente a la racionalización de los procesos de producción y ensamblaje. El 29 de junio de 1932, nació el logotipo de Auto Union, (actual logotipo de Audi), con cuatro aros entrelazados, como símbolo fruto de la alianza de cuatro marcas sajonas: Audi, DKW, Horch y Wanderer.
AUDI se convirtió en 1933 en la marca de coches de lujo para el partido Nazi, junto con Mercedes-Benz. Antes de la guerra, Auto Union era el segundo fabricante de coches de Alemania, tras Opel y fabricante de motores para Fuerza Aérea de Alemania, como los motores Junkers Jumo 205, en la fábrica Mitteldeutsche Motorenwerke. Auto Union se convirtió en el mayor suministrador de vehículos para la Wehrmacht (ejército alemán) durante la Segunda Guerra Mundial.
Para evitar la competencia dentro del grupo, se asignó a cada marca un segmento específico del mercado: automóviles de lujo del segmento medio para Audi, motocicletas y coches pequeños para DKW, vehículos de tamaño medio para Wanderer y vehículos de lujo en la parte más alta de la gama para Horch.

### Postguerra Mundial
En 1941, dos años después de comenzar la Segunda Guerra Mundial, Auto Union producía exclusivamente vehículos para el uso militar y el desarrollo automotriz se vio gravemente afectado. Al finalizar la guerra, la administración de la zona de ocupación soviética expropió y ordenó desmantelar todas las fábricas de la empresa. En 1948, Auto Union AG se dio de baja en el registro mercantil.
En 1949, gracias al Plan Marshall y los préstamos del gobierno de Baviera, la compañía cambió el nombre a Auto Union GmbH y resurgió con una nueva fábrica en Ingolstadt, donde se encuentra la sede actual de Audi. En 1958, Daimler-Benz AG adquirió el control de la empresa y estableció las oficinas centrales en Stuttgart.

### Era Moderna

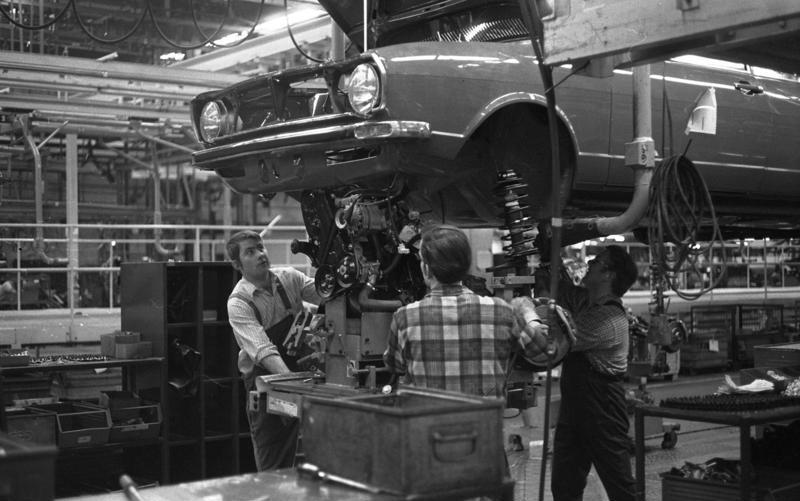
Cadena de montaje del Audi 80 en Wolfsburgo, en 1973

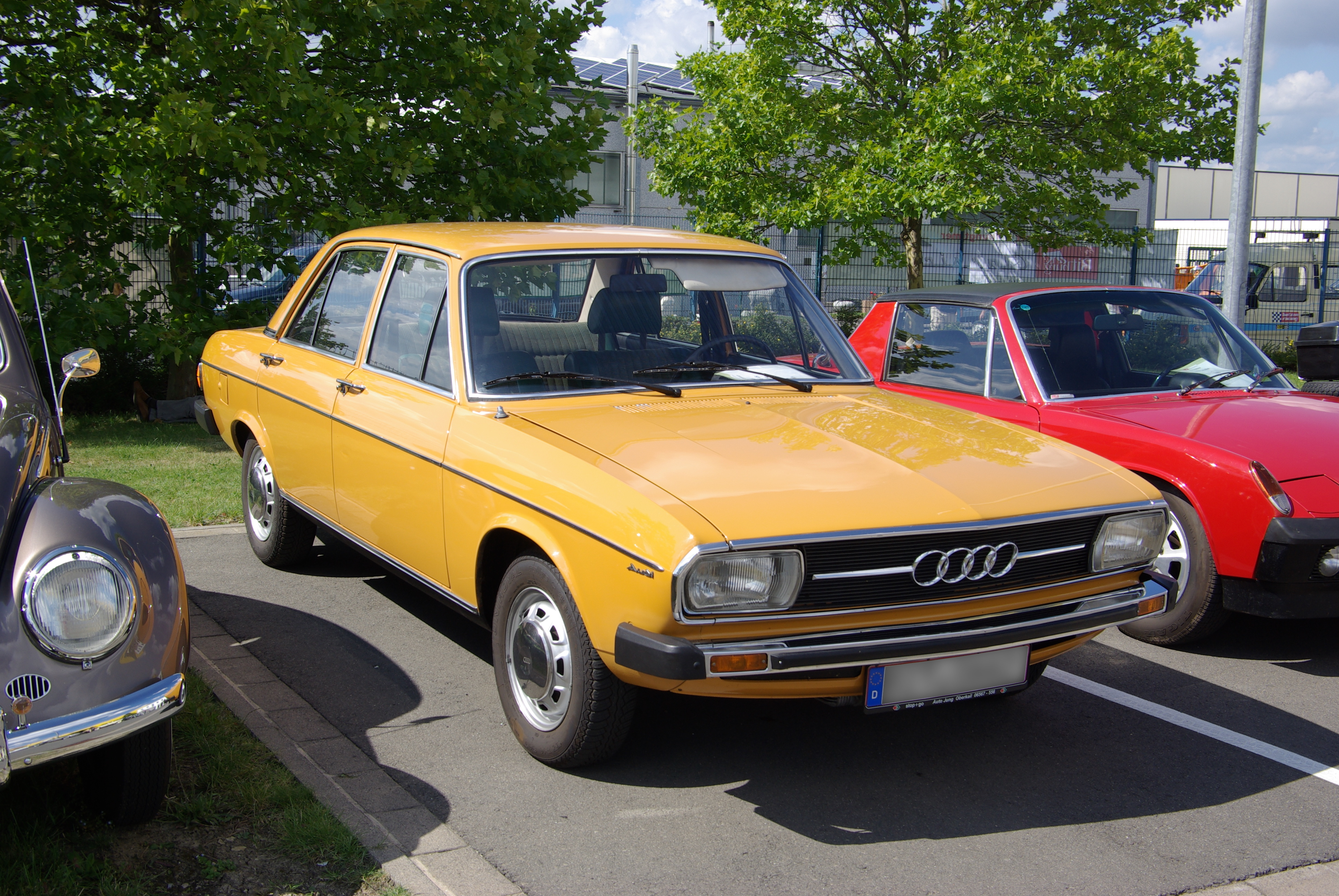
Audi 100 (C1, 1968-1976)

A finales de 1964, Volkswagen adquirió la mayoría de las acciones de Auto Union, fijando de nuevo en Ingolstadt la sede de esta filial, sobre la cual adquirió la propiedad absoluta a finales de 1966.
En 1969, Auto Union se fusionó con NSU Motorenwerke AG (NSU), con sede en Neckarsulm, cerca de Stuttgart. En la década de 1950, NSU fue el mayor fabricante mundial de motocicletas, pero pasó a producir automóviles pequeños, como el NSU Prinz, y versiones TT y TTS, los cuales siguen siendo populares como coches de carreras antiguos. NSU se enfocó luego en los nuevos motores rotativos basados en las ideas de Felix Wankel. En 1967, el nuevo NSU Ro 80 con su diseño futurista que casi podría decirse que sigue vigente, fue un coche muy por delante de su tiempo en detalles técnicos como la aerodinámica, ligereza y seguridad. Sin embargo, los problemas iniciales con los motores rotativos pusieron fin a la independencia de NSU.
El primer coche nuevo de este régimen fue el Audi 100 de 1968. A este se le unió pronto el Audi 80, que sirvió de base para el Volkswagen Passat en 1972 y el Audi 50, más tarde rebautizado como el Volkswagen Polo en 1974. El Audi 50 fue un diseño trascendental porque fue la primera encarnación del concepto Golf/Polo, que llevó al automóvil a un gran éxito mundial.
En 1982 hubo unos vehículos especiales desarrollados por Walter Treser con base Audi, conocidos como “Treser Audi” y también hubo unos desarrollos para VW.
En 1985 pasó a denominarse Audi AG, su nombre actual y volvió a establecer su sede en Ingolstadt, Baviera.
En 2007, Audi superó por 14.º año consecutivo su propio récord de producción con 978 300 vehículos, un 4% más que en 2006.
En 2011, Audi obtuvo el mayor crecimiento en ventas en la historia de la compañía, cuando vendió más de 1 300 000 automóviles en el último año, generando un incremento en sus ingresos de 44.100 millones de euros (59.254 millones de dólares). La utilidad operativa del Grupo Audi superó los 5.300 millones de euros (7.121 millones de dólares) en el año fiscal pasado. El retorno operativo de ventas creció del 9.4 al 12.1%.
Audi participó en el Foro Económico Mundial 2012 en Davos, en el que ha tenido presencia desde 1987, donde presentó nuevas ideas que arquitectos, urbanistas, políticos y proveedores de energía han desarrollado para la movilidad urbana del futuro, como los son la Iniciativa «Audi Urban Future» y el prototipo de automóvil A2.

## Tecnología

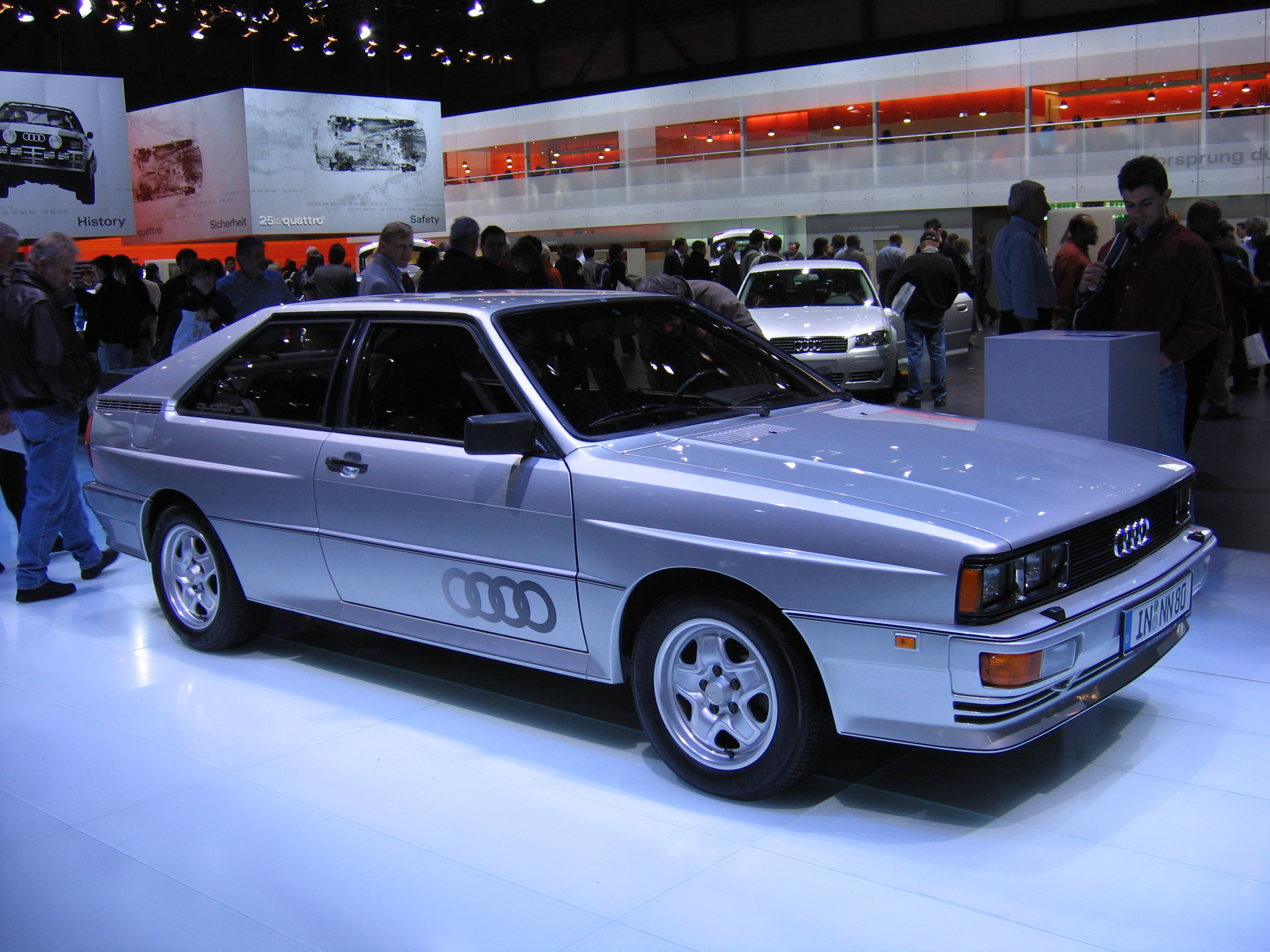
Audi Quattro Sport Coupé de 1980, en el Salón del Automóvil de Ginebra

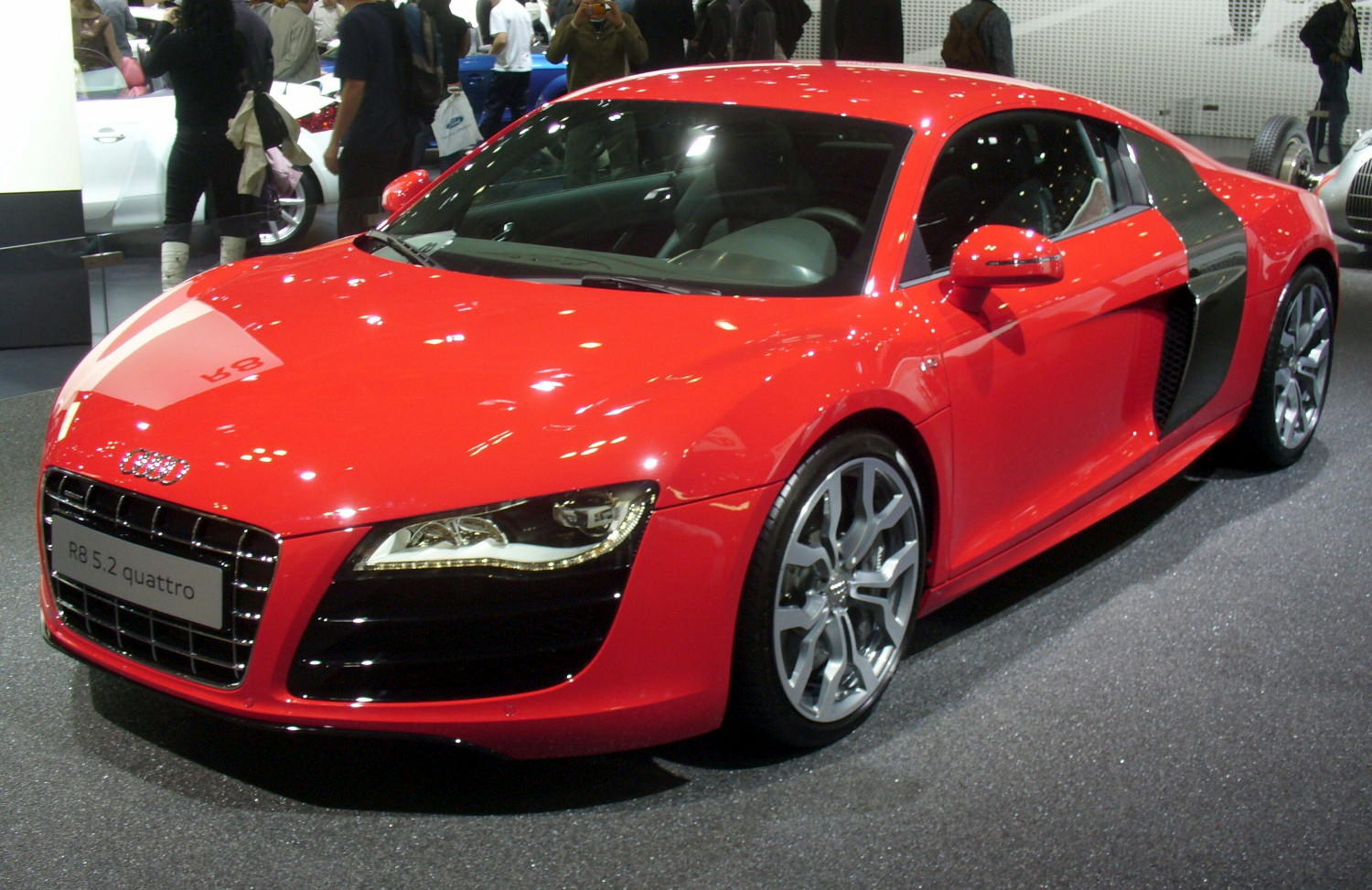
El Audi R8 utiliza tecnología «Space Frame»

En 1926, la empresa Horchwerke AG presentó un modelo con motor de cuatro cilindros en línea. Se modificó en varias ocasiones en los años siguientes, pero no se sustituyó por un motor V6 hasta 1933. Poco después, en 1931, se presentan los DKW Front. La marca DKW se encarga de popularizar en la industria automotriz los coches con tracción delantera.
En 1938, Auto Union AG comienza a realizar pruebas de choque y vuelco a sus modelos, convirtiéndose en una de las primeras empresas de automoción en realizar este tipo de exámenes a sus vehículos.
Pasan los años y en los años 1950, la empresa rival NSU Motorenwerke AG y uno de sus ingenieros, Felix Wankel, desarrollan el motor con pistón rotatorio, un motor que presentaba como gran ventaja su mayor ligereza al estar compuesto por menos elementos.
Audi fue pionera en galvanizar totalmente la carrocería de sus automóviles para evitar la corrosión.
Cada una de las marcas que formaron Auto Union (Horch, Audi, Wanderer y DKW), aportaron su pequeño granito de arena en el terreno tecnológico. Sin embargo, en cuanto a hitos tecnológicos en la historia de Audi, debemos mencionar tres por su repercusión en el momento actual de la industria: ubicación del volante de conducción a la izquierda, la tracción en las cuatro ruedas "Quattro" y el motor TDI.
En 1921, con el modelo Línea K, aparece el primer coche con el volante a la izquierda hasta ese momento, ya que los vehículos tenían al volante a la derecha, como herencia de los anteriores carruajes de caballos en los que el cochero se sentaba a la derecha.
Antes de la introducción del Audi 80 y Audi 50 en 1972 y 1974, respectivamente, Audi había liderado el desarrollo de las familias de cuatro cilindros en línea EA111 y EA827. Estas nuevas motorizaciones apuntalaron el renacimiento de los motores refrigerados por agua de la casa matriz Volkswagen, como en el Polo, Golf, Passat y Scirocco), mientras que los muchos derivados y descendientes de estos dos diseños básicos del motor han aparecido en cada generación de vehículos de VW Group hasta el día de hoy.
La tracción Quattro se plasmaba en un principio aparentemente sencillo: el par motor debía transmitirse a las cuatro ruedas. Los ingenieros de Audi investigan y trabajan en la tracción total Quattro y, finalmente, en el Salón del Automóvil de Ginebra de 1980, nace el Audi Quattro Sport Coupé.
Al principio, esta tecnología se aplica en el mundo de la competición y los éxitos sobre todo en los rallyes, no tardan en llegar. Audi aprovecha las virtudes de su sistema y empieza a ofrecer versiones Quattro para vehículos de calle, de tal forma que en 1987 todos los modelos tenían, al menos, una versión con tracción integral. El Audi Quattro obtiene el Campeonato Mundial de Rally de 1982 a 1984.
Audi 100 es el primero en estrenar un motor con denominación "TDI" en 1989. En el Salón del Automóvil de Fráncfort de 1989, se presenta el Audi 100 TDI, con una planta motriz de 2.5 litros con 120 CV (118 HP; 88 kW) de potencia. Dos años después, en 1991, se desarrolla un nuevo motor para los modelos Audi 80 y Audi 100, que era un 1.9 TDI de cuatro cilindros con 90 CV (89 HP; 66 kW). Si bien Audi fue el mayor promotor de la era turbodiésel de inyección directa, la aplicación de estas mejoras en motores diésel para automóviles empezó en 1986, cuando el Fiat Croma con denominación TDiD, se convirtió en el primer automóvil turbodiésel de inyección directa del mundo.
En el diseño de sus modelos Audi es independiente de Volkswagen y coordina también la estrategia de modelos de SEAT, Bentley y Lamborghini.

## En la actualidad

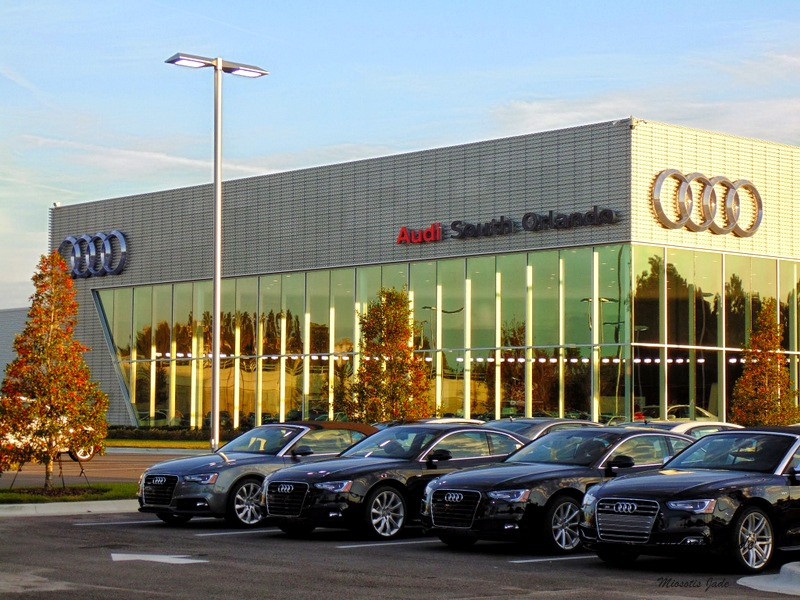
Concesionario de automóviles Audi al sur de Orlando (Florida)

La compañía tiene su sede central en Ingolstadt, en el Estado Federado de Baviera en Alemania. En la actualidad, Audi sigue con su filosofía de "«a la vanguardia de la técnica»" e impulsa todo su conocimiento adquirido en sus coches.
Se fabrican en las siguientes plantas de ensamblaje:
Dos principales en Alemania:
- Ingolstadt, Baviera, inaugurado por Auto Union en 1964, (A3, A4, A5, Q5)
- Neckarsulm, Baden-Wurtemberg, adquirido de NSU Motorenwerke AG (NSU) en 1969: A6, A7, A8, R8 y todas las variantes RS.

Fuera de Alemania, Audi produce vehículos en:
- Bruselas, Bélgica: A1.
- Győr, Hungría: TT y algunas variantes A3.
- Bratislava, Eslovaquia, compartida con Volkswagen, SEAT, Škoda y Porsche: Q7.
- Changchun, China desde 1995.
- Aurangabad (Maharashtra), India: desde 2006
- Martorell, España, compartida con SEAT y Audi: A1.
- San José Chiapa, Puebla, México, desde 2016: Q5 y Q5 eléctrico.

Otras marcas que pertenecen al Grupo Volkswagen son Bentley del Reino Unido, Bugatti de Francia, SEAT de España, Lamborghini de Italia, Škoda de República Checa, Volkswagen de Alemania y después han anunciado que crearían una submarca llamada "Concern" especializada en superdeportivos que alcanzarán más de 400 km/h (249 mph).
Audi se presentó en la feria CeBIT por primera vez, del 6 al 10 de marzo de 2012 en Hanover, Alemania. Con el tema «Audi Connect», que vincula al coche, al conductor y a Internet, la marca presentó sus soluciones para aplicaciones móviles en la feria más grande del mundo en cuanto a tecnología de la información se refiere. Lo más destacado del estand de Audi fue el nuevo A3, cuya plataforma representa un avance significativo de ingeniería.

### Dieselgate
En 2023, el ex consejero delegado de Audi, Rupert Stadler, confesó su responsabilidad en el dieselgate, el caso de manipulación de motores para camuflar emisiones. El escándalo estalló en septiembre de 2015 y dejó en evidencia que la multinacional alemana había utilizado un dispositivo ilegal en millones de vehículos capaz de falsificar el resultado de las pruebas anticontaminación y de disimular emisiones que a veces eran hasta 40 veces superiores a los límites autorizados.

## Modelos actuales

### Modelos A, TT, R8 y Q
| A1 |  | Utilitario         | - Hatchback de 3 puertas - Sportback (hatchback de 5 puertas)                              |
| A3 |  | Familiar compacto  | - Hatchback de 3 puertas - Saloon (Sedán) - Sportback (hatchback de 5 puertas) - Cabriolet |
| A4 |  | Ejecutivo          | - Saloon/limusina (Sedán) - Avant (Familiar) - Allroad (Crossover familiar)                |
| A5 |  | Ejecutivo compacto | - Cupé - Sportback (hatchback de 5 puertas) - Cabriolet                                    |
| A6 |  | Ejecutivo de lujo  | - Saloon (Sedán) - Avant (Familiar) - Allroad (Crossover familiar)                         |
| A7 |  | Ejecutivo de lujo  | - Sportback (hatchback de 5 puertas)                                                       |
| A8 |  | Ejecutivo de lujo  | - Saloon (Sedán)                                                                           |

| TT     |  | Compacto deportivo   | - Cupé - Roadster (descapotable) |
| R8     |  | Superdeportivo       | - Cupé - Spyder (descapotable)   |
| Q2     |  | Todoterreno urbano   | - SUV                            |
| Q3     |  | Todoterreno compacto | - SUV                            |
| Q5     |  | Todoterreno          | - SUV                            |
| Q7     |  | Todoterreno grande   | - SUV                            |
| Q8     |  | Todoterreno grande   | - SUV                            |
| e-tron |  | Crossover eléctrico  | - SUV                            |

### Modelos S y RS
| S1  |  | Supermini          | - Hatchback de 3 puertas - Sportback (Hatchback de 5 puertas)                  |
| S3  |  | Familiar compacto  | - hatchback de 3 puertas - Sportback (hatchback de 5 puertas) - Saloon (Sedán) |
| S4  |  | Ejecutivo compacto | - Saloon (Sedan) - Avant (Familiar)                                            |
| S5  |  | Ejecutivo compacto | - Cupé - Cabriolet - Sportback (hatchback de 5 puertas)                        |
| S6  |  | Ejecutivo          | - Saloon (Sedán) - Avant (Familiar)                                            |
| S7  |  | Ejecutivo          | - Sportback (hatchback de 5 puertas)                                           |
| S8  |  | Ejecutivo de lujo  | - Saloon (Sedan)                                                               |
| TTS |  | Compacto deportivo | - Cupé - Roadster                                                              |

| RS3   |  | Ejecutivo          | - Sedán - Avant (Familiar)           |
| RS4   |  | Ejecutivo compacto | - Sedán - Avant (Familiar)           |
| RS5   |  | Ejecutivo compacto | - Cupé - Cabriolet                   |
| RS6   |  | Ejecutivo compacto | - Sedán - Avant (Familiar)           |
| RS7   |  | Ejecutivo          | - Sportback (hatchback de 5 puertas) |
| TT RS |  | Compacto deportivo | - Cupé - Roadster                    |

## Modelos anteriores

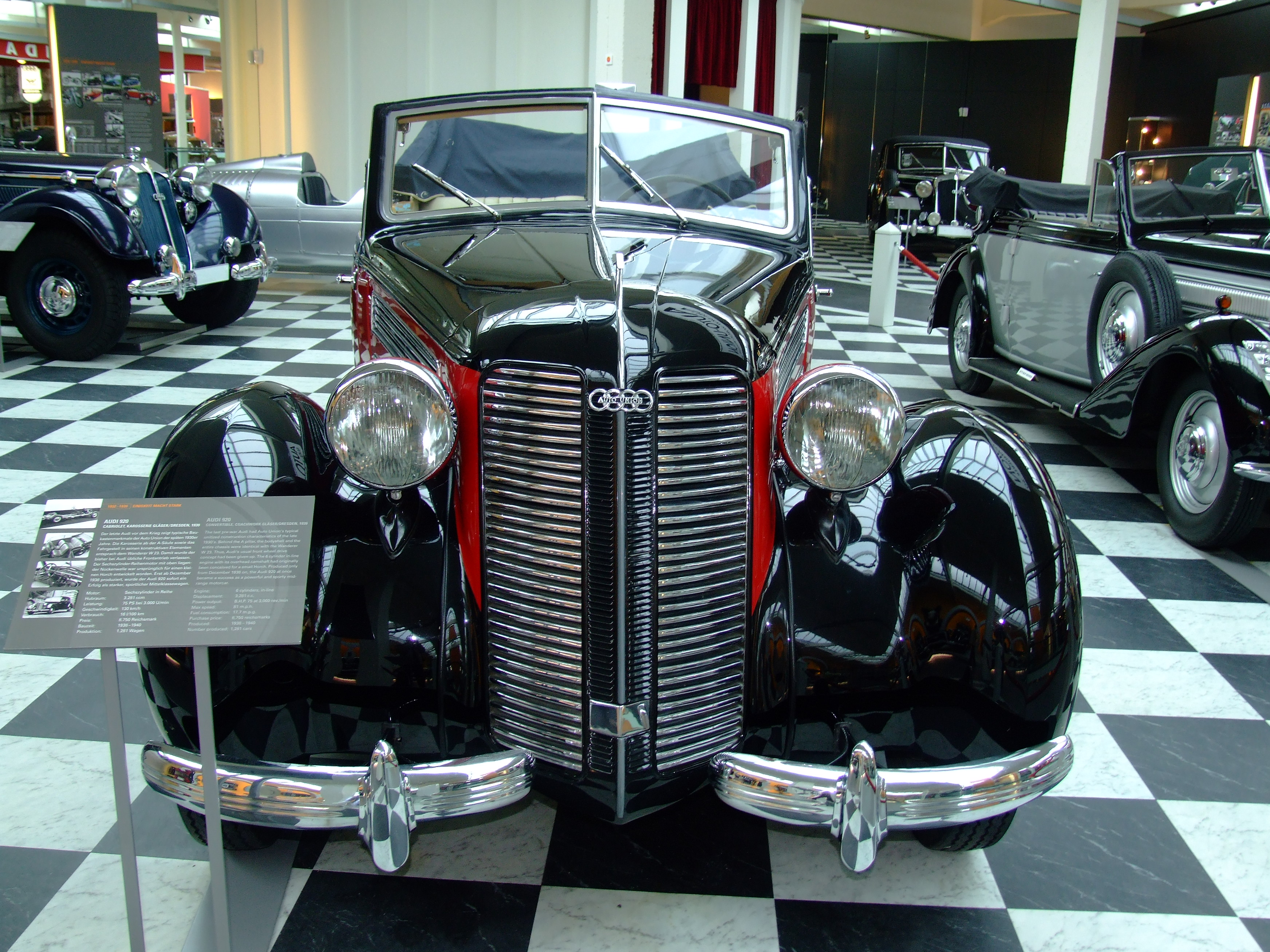
Audi 920 de 1939 en el Museo August Horch en Zwickau

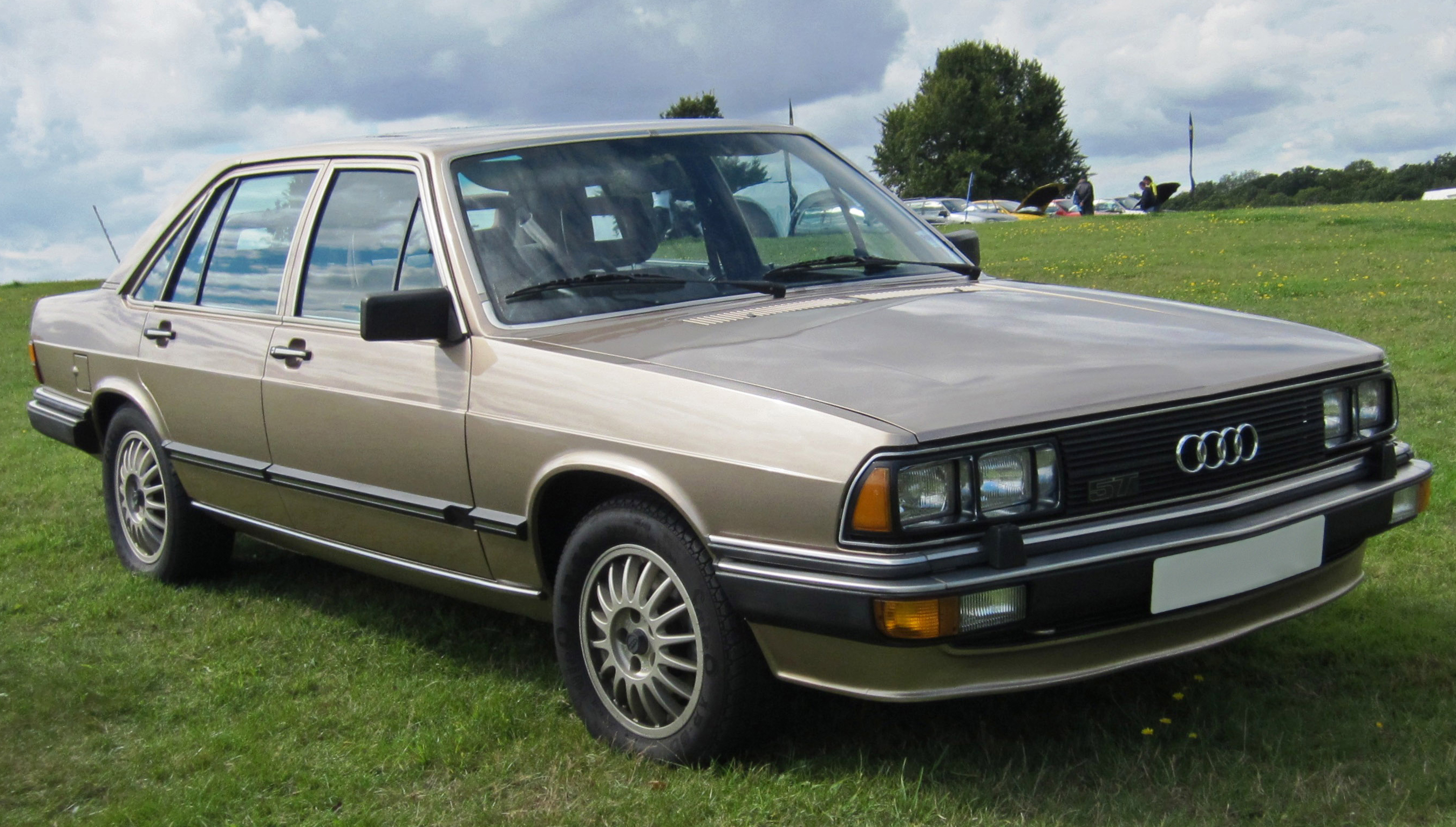
Audi 200 de 1982 modificado

- Audi Type A
- Audi Type B
- Audi Type C
- Audi Type E
- Audi Type M
- Audi Type P
- Audi Type R
- Audi Type SS
- Audi Type T
- Audi Front
- DKW F102
- Audi F103
- Audi 920
- Audi 50
- Audi 80
- Audi 90
- Audi 100
- Audi 200
- Audi Quattro
- Audi A2

## Modelos e-tron

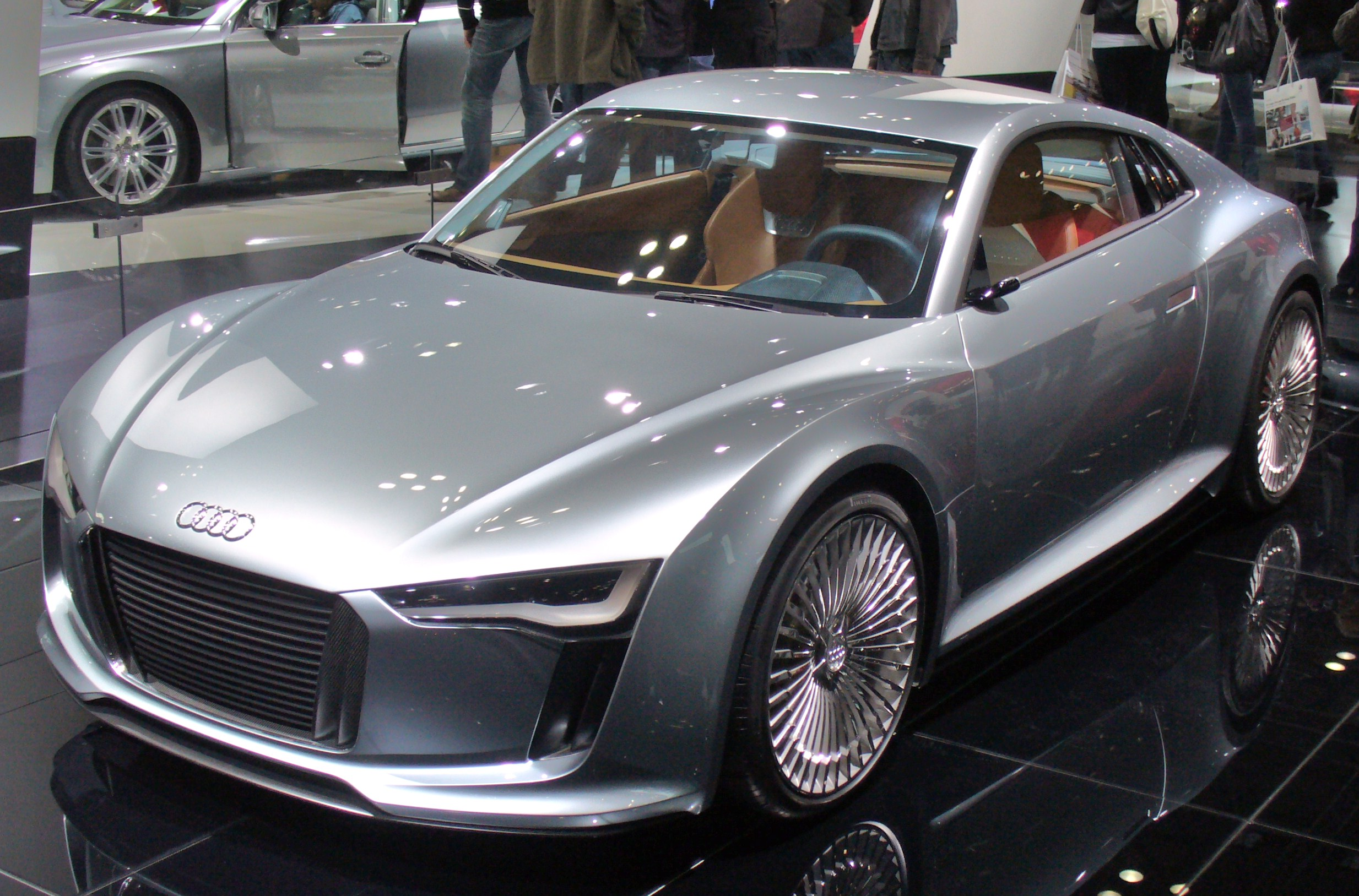
Audi e-tron en Detroit

Los modelos e-tron son los concept eléctricos de Audi. En la actualidad el Audi A3 Sportback e-tron es el único modelo de la gama e-tron en producción. Se trata de un híbrido enchufable con autonomía de 50 km (31,1 millas) en modo totalmente eléctrico.
En 2020, Audi, saca al mercado dos modelos más: El segundo de ellos es una versión cupé del primero. Ambos 100% eléctricos. Estos cuentas con una autonomía aproximada de unos 300 kilómetros. Se consideran SUVs de lujo y su precio ronda los 70 000 € a 120 000 €.

## Prototipos concepto

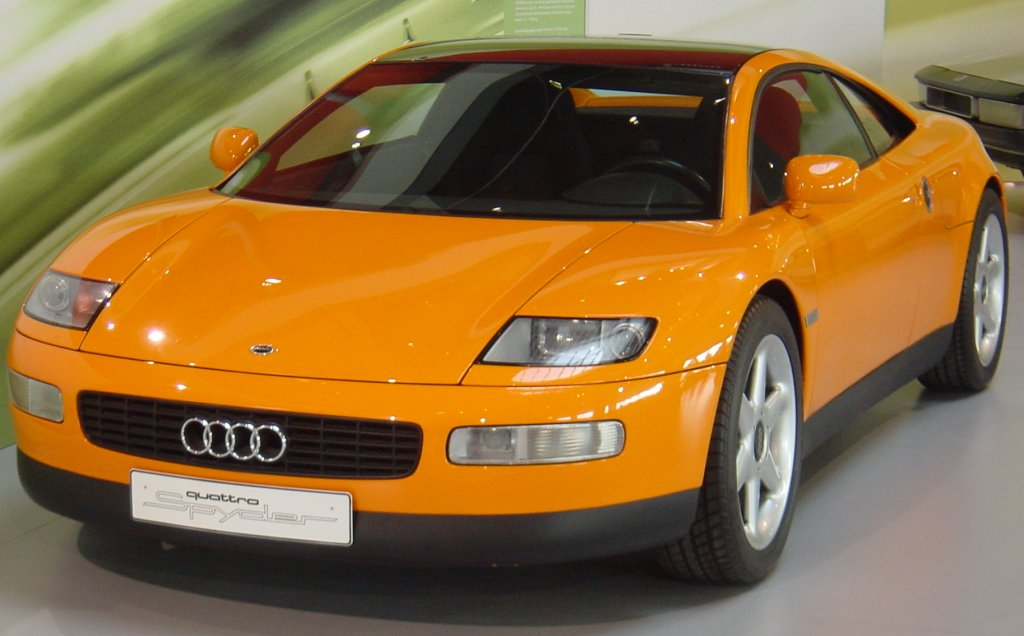
Audi Quattro Spyder de 1991

- Quattro Spyder
- Urban Concept
- Crosslane
- Cross Cabriolet
- Roadjet
- Rosemeyer
- Allroad Quattro Concept
- Nuvolari
- RSQ
- Le Mans quattro
- Shooting Brake
- Sportback concept
- Quattro Concept

## Deporte motor

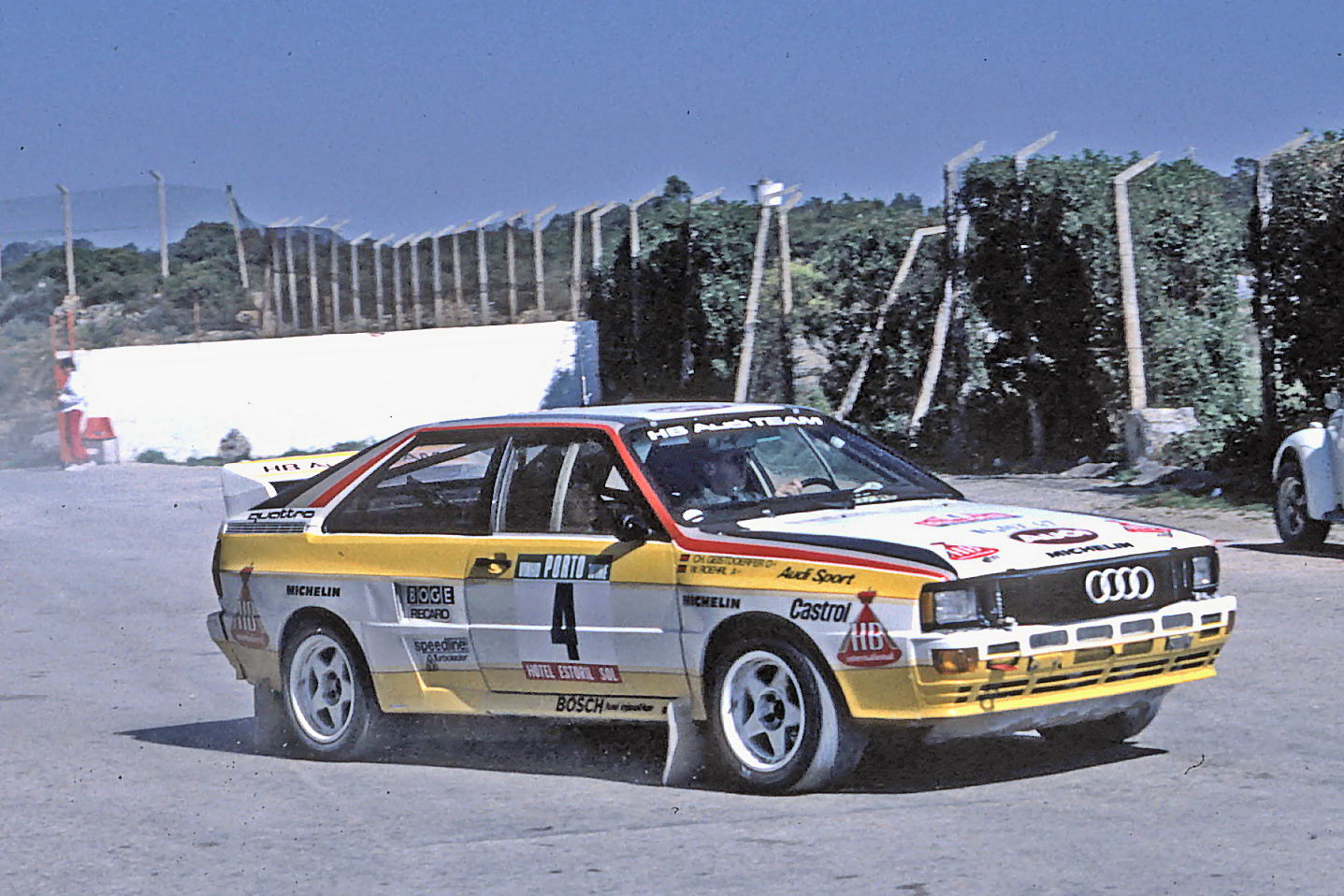
Walter Röhrl pilotando el Quattro A2 durante el Rally de Portugal de 1984

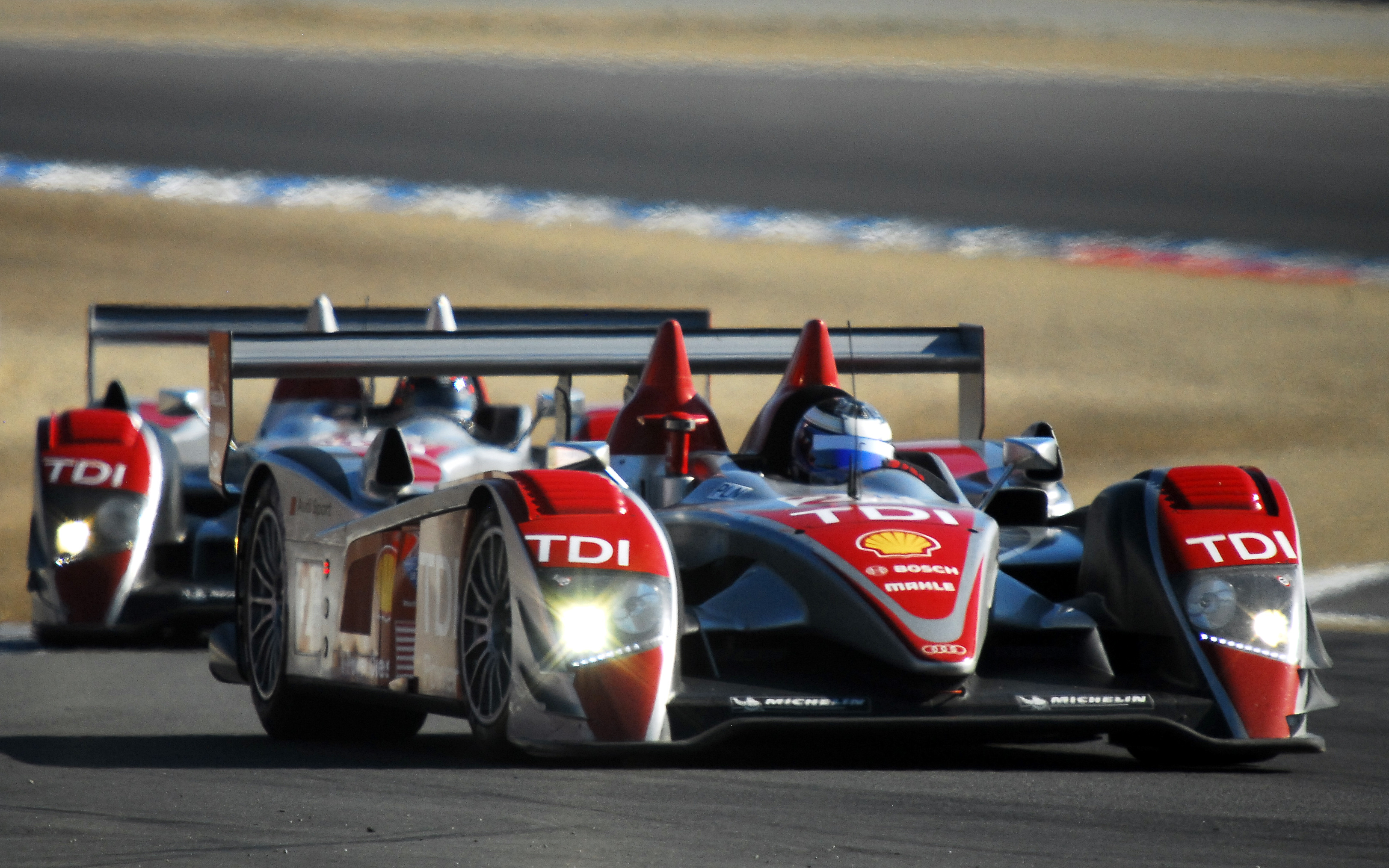
Audi R10 TDI en el WeatherTech Raceway Laguna Seca

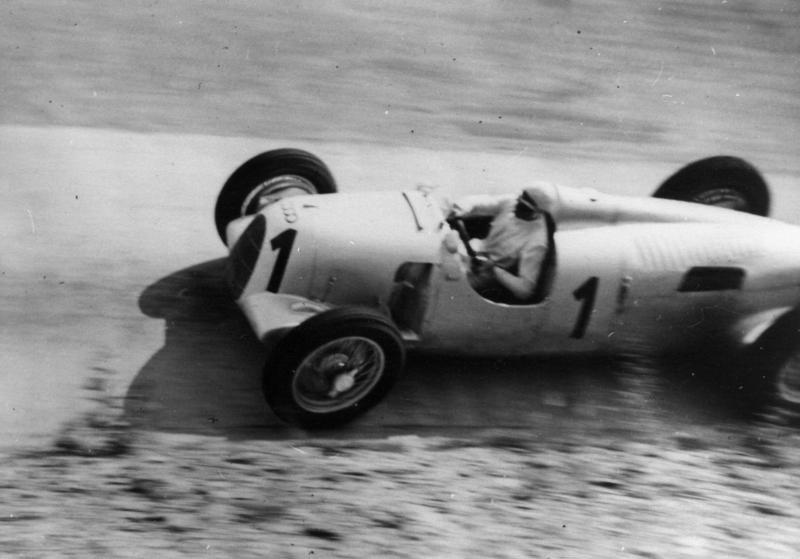
Bernd Rosemeyer pilotando un Auto Union Typ C en Nürburgring en 1937

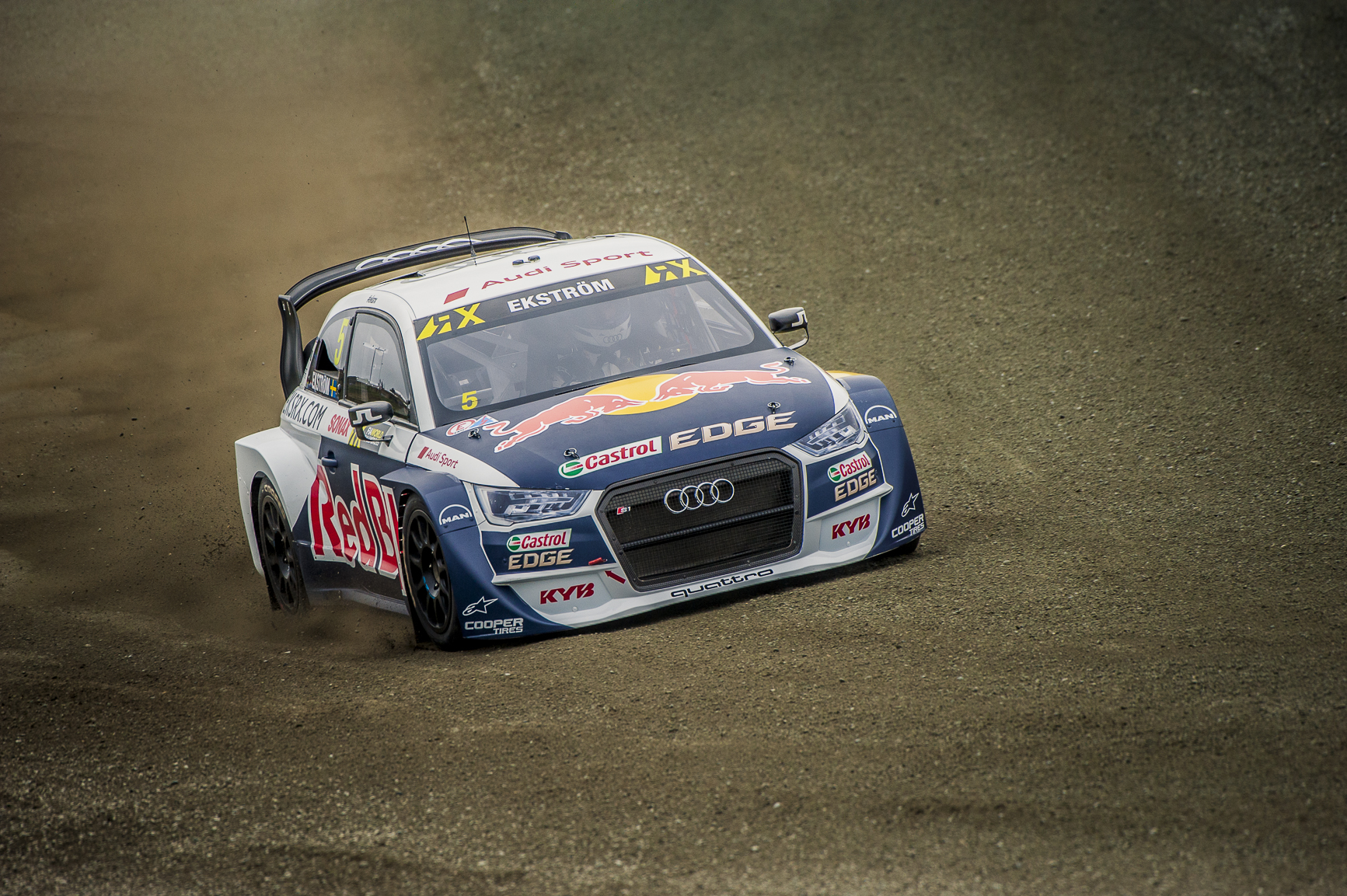
Audi S1 del equipo EKS RX en el World RX de Noruega 2018

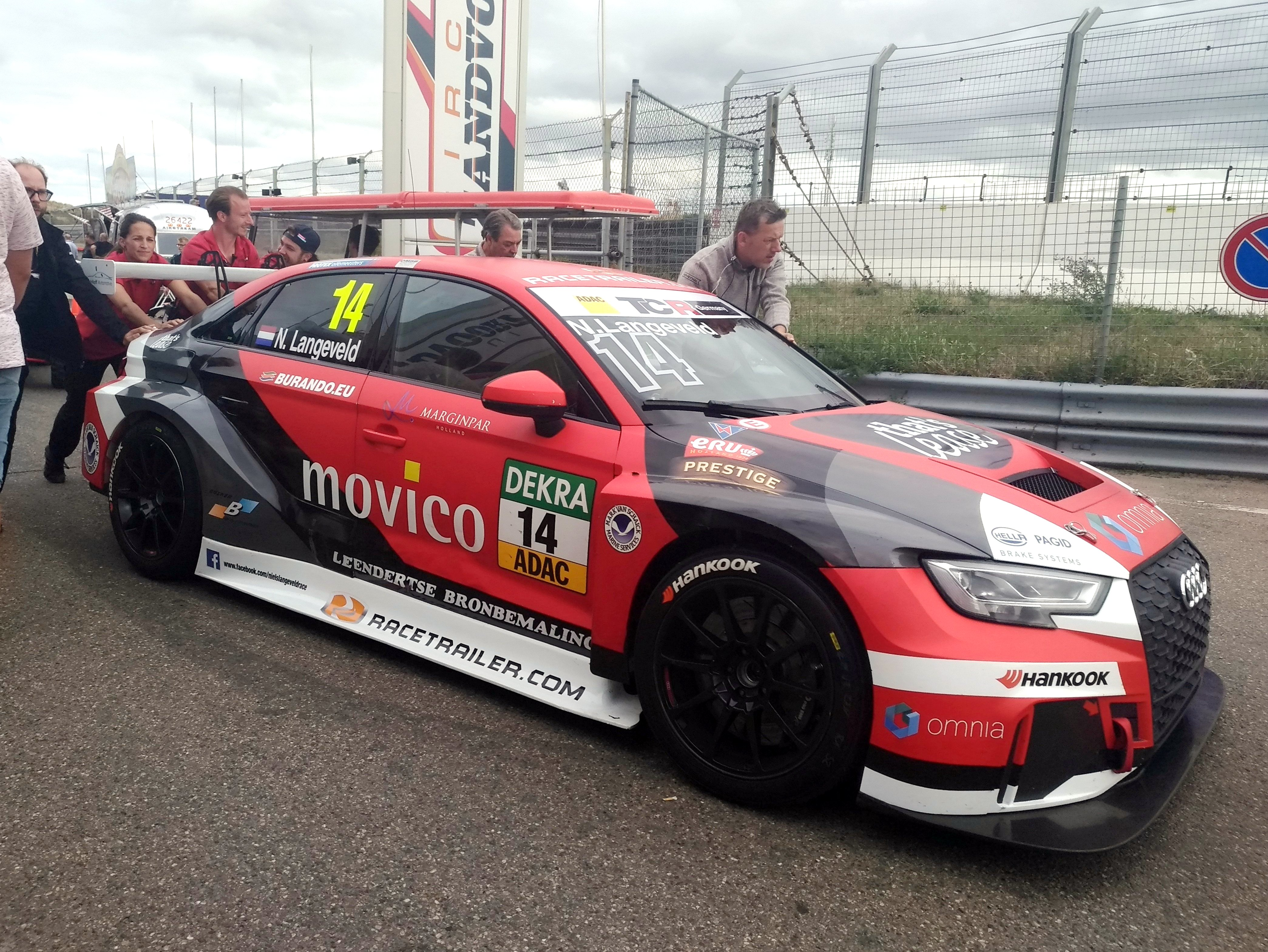
Audi RS3 LMS TCR de Niels Langeveld

En el mundo de la competición, Audi ha demostrado su alto nivel tecnológico en varias disciplinas. Tradicionalmente, la competición ha servido a las marcas de automóviles como el mejor de los campos de prueba para el desarrollo de una tecnología y su posterior aplicación a los vehículos de calle.
Los primeros éxitos de Audi datan de inicios del siglo XX. En 1911, en una carrera sobre hielo en Suecia, un Horch de Tipo B obtenía el primer premio. Poco después, en 1914, Hermann Lang en su Audi obtenía el triunfo en el prestigioso Rally de los Alpes Austríacos.
Durante los años 1930, aparece el término de «Flechas de Plata», o dicho de otro modo, los coches de competición alemanes, ya que en esta primera época, así es como se conocían a los bólidos de carreras de Auto Union, posteriormente popularizados por los de Mercedes-Benz. Entre 1934 y 1939, los coches de Auto Union participaron en un total de 61 carreras de circuitos, 30 de las cuales fueron pruebas de Gran Premio, de las que ganaron 24. Los coches de Gran Premio utilizados fueron los siguientes: Type A 1934 de 295 CV (291 HP; 217 kW); Type B 1935 de 375 CV (370 HP; 276 kW); y Type C 1936/1937 de 520 CV (513 HP; 382 kW). Ferdinand Porsche era la cabeza pensante en la fabricación de todos estos bólidos.
Sonados éxitos de las motocicletas DKW en los años 1950 y de otros tantos triunfos de las motocicletas NSU.
En los años 1980, Audi compitió con el equipo Audi Sport, en el Campeonato Mundial de Rallys, logrando dos títulos de constructores (1982 y 1984) y dos de pilotos, con Hannu Mikkola en 1983 y Stig Blomqvist en 1984. Cabe destacar que el primer título de constructores se consiguió gracias a los triunfos de Michèle Mouton, que es considerada la más exitosa y más famosa mujer piloto de rally de todos los tiempos, así como del automovilismo en conjunto.
En esta década, el Audi Quattro de rallys tuvo varias evoluciones. Desde 1980 hasta 1987, el motor de cinco cilindros en línea era de 2144 cm³ (2,1 L) con 200 CV (197 HP; 147 kW) y 10 válvulas; de 1987 a 1989, se incrementó a 2226 cm³ (2,2 L) con 200 CV (197 HP; 147 kW) y 10 válvulas; por último, de 1989 a 1991, el mismo de 2226 cm³ (2,2 L) con 20 válvulas, se incrementó a 220 CV (217 HP; 162 kW). Como se pueden observar esos pequeños cambios, tenían un denominador común: la tracción Quattro.
Audi ha ganado las 24 Horas de Le Mans en trece ocasiones desde el año 2000; las ediciones de 2000, 2001, 2002, 2004 y 2005 con el ya legendario Audi R8, mientras que las de 2006, 2007, 2008, 2010 y 2011 con los turbodiésel Audi R10 TDI, Audi R15 TDI y Audi R18 TDI. En 2012, 2013 y 2014 se impuso con los híbridos Audi R18.
En enero de 2012, Audi anunció su participación en la edición número 80 de las legendarias 24 Horas de Le Mans, con un total de cuatro vehículos en la categoría LMP1. Por primera vez, dos de los cuatro autos eran híbridos.
La segunda carrera del Campeonato Mundial de Resistencia de la FIA, las 6 Horas de Spa-Francorchamps 2012 en el mes de mayo, fue dominada por Audi con sus nuevos modelos R-18 ultra y R18 e-tron Quattro, que ocuparon las cuatro primeras posiciones. Este mismo mes, el Audi R8 LMS obtuvo una victoria histórica al llevarse los primeros dos sitios en las 24 horas de Nürburgring.
También ha ganado múltiples campeonatos de turismos, entre ellos el DTM en siete ocasiones: 1990, 1991, 2002, 2004, 2007, 2008 y 2009.
El 17 de junio de 2012, Audi logró su triunfo número once en las 24 Horas de Le Mans, realizadas en la ciudad francesa del mismo nombre, durante la edición 80.ª de esta famosa carrera. Esta victoria señaló la primera vez que un vehículo híbrido consiguió el primer lugar en este evento, convirtiéndose en un hecho histórico. Los cuatro Audi R18 del equipo de Audi Sport Team Joest ocuparon las posiciones uno, dos, tres y cinco.
Después de 378 vueltas, los ganadores del año pasado Marcel Fässler, André Lotterer y Benoît Tréluyer fueron nuevamente los pilotos a la cabeza. Dindo Capello, Tom Kristensen y Allan McNish se colocaron como subcampeones. Marco Bonanomi, Oliver Jarvis y Mike Rockenfeller completaron el uno-dos-tres de la marca de los cuatro aros.
En 2013 la marca alemana vuelve a triunfar en Le Mans empleando los R18 e-tron quattro, pilotado por el trío conformado por Tom Kristensen, Allan McNish y Loic Duval. También obtuvieron el tercer lugar con el Audi conducido por Oliver Jarvis, Marc Gené y el brasileño Lucas Di Grassi.
En 2014, en la primera temporada del torneo, Audi debutó en el Mundial de Rallycross. En 2016 fue campeón junto a Mattias Ekström.
El 26 de agosto de 2022, fue anunciado oficialmente el ingreso de Audi a la Fórmula 1 como suministrador de motores a partir de la temporada 2026.
En 2024, Audi logró ganar su primer Rally Dakar con el prototipo eléctrico de bajas emisiones RSQ e-tron. La victoria se consiguió a manos del piloto Carlos Sainz y su copiloto Lucas Cruz.

## Evolución histórica del logotipo

Logos que han hecho notar a la marca a lo largo de su historia:
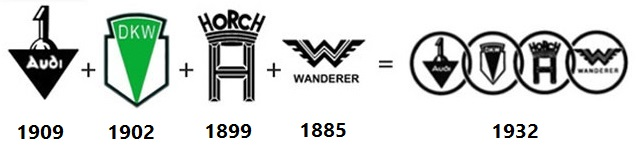
Hasta 1932
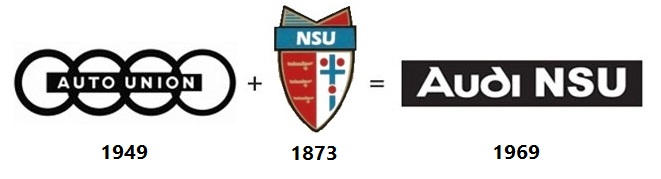
De 1949 a 1969
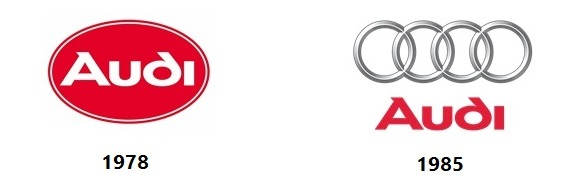
De 1978 a 1985
Actual
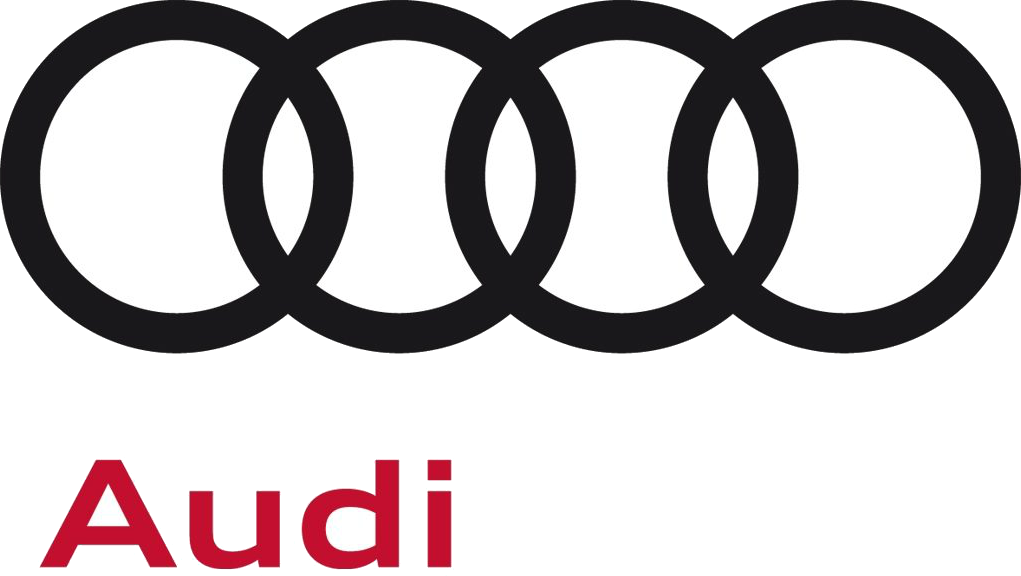
En negro